# Horst Wandrey
Horst Wandrey (* 22. August 1929 in Nordhausen; † 12. September 2012) war ein deutscher Theaterwissenschaftler und Verlagslektor.

## Leben
Nach dem Besuch einer Fachschule für Pädagogik lehrte Wandrey von 1947 bis 1951 am Institut für Lehrerbildung in seiner Geburtsstadt Nordhausen. Im Anschluss arbeitete er in der thüringischen Landesverwaltung für Kunstangelegenheiten und von 1954 bis 1958 im Amt für Literatur- und Verlagswesen in Berlin. Parallel dazu begann er 1956 ein Fernstudium der Journalistik an der KMU Leipzig, das er 1961 abschloss.
Wandrey wurde 1958 Cheflektor des Henschelverlags in Berlin/DDR. Er betreute als Lektor unter anderem die meisten in der DDR erschienenen Opern-, Theater- und Filmlexika sowie die umfangreichen Reihen Theaterpraxis, Zeitgenössische Dramatik, Dialog und Internationale Dramatik, letztere in Zusammenarbeit mit Jochanan Trilse-Finkelstein. Bei ihrem Ende 1990 umfasste diese Reihe 104 Bände mit mehr als 500 Stücken und war, so Trilse-Finkenstein in einem Nachruf, „eine herausgeberische Großleistung, die es – für Dramatik! – so nirgendwo in Europa und in den amerikanischen Länderkulturen gegeben hat und gibt“.
Wandrey wurde mit dem Nationalpreis der DDR, der Wilhelm-Bracke-Medaille in Silber und Gold sowie der Johannes-R.-Becher-Medaille in Gold ausgezeichnet.
1992 verlor Wandrey seine Stelle durch den Konkurs des Henschelverlags, wurde aber 1993 Geschäftsführer in dem von Silvius Dornier übernommenen Verlagshaus. 